# Steven Keats
Steven Keats (The Bronx, (New York), 6 februari 1945 – Manhattan (New York), 8 mei 1994) was een Amerikaans acteur.

## Biografie
Keats is een zoon van joodse emigranten uit Denemarken. Hij heeft gestudeerd aan de High School for Performing Arts in Manhattan (New York). Na zijn school nam hij dienst bij de United States Air Force van 1965 tot en met 1966 en vocht mee in de Vietnamoorlog. Na zij diensttijd ging hij weer studeren voor zes maanden aan de Yale School of Drama in New Haven (Connecticut). In 1970 maakte hij zijn debuut als acteur op Broadway met de musical Oh Calcutta. 
Keats begon in 1973 met acteren voor televisie in de film The Friends of Eddie Coyle. Hierna heeft hij nog rollen gespeeld in films en televisieseries zoals Death Wish (1974), The Gambler (1974), Hangar 18 (1980) en Law & Order (1991-1993).
Keats is op 8 mei 1994 dood gevonden in zijn appartement te Manhattan (New York), de doodsoorzaak is officieel zelfmoord en laat twee zoons na.

## Filmografie

### Films
Selectie:
- 1985 Turk 182! – als Jockamo
- 1982 Silent Rage – als Dr. Phillip Spires
- 1980 Hangar 18 – als Paul Bannister
- 1979 Where's Poppa? – als Gordon Hocheiser
- 1975 Hester Street – als Jake
- 1974 The Gambler – als Howie
- 1974 Death Wish – als Jack Toby
- 1973 The Friends of Eddie Coyle – als Jackie Brown

### Televisieseries
Uitgezonderd eenmalige gastrollen.
- 1991 – 1993 Law & Order – als George Zuckert – 3 afl.
- 1989 Matlock – als Lee Kramer – 2 afl.
- 1988 Falcon Crest – als Howard Pax – 2 afl.
- 1985 – 1986 Our Family Honor – als detective sergeant Steven Keller – 2 afl.
- 1984 Mike Hammer – als Harry Welch – 2 afl.
- 1983 The Yellow Rose – als Sal – 3 afl.
- 1978 The Awakening Land – als Jake Tench – 3 afl.
- 1977 Seventh Avenue – als Jay Blackman – miniserie
- 1974 – 1975 The Rookies – als Comstock – Mac Corlan – 2 afl.

### Theaterwerk
- We Bombed in New Haven
- I'm Getting My Act Together and Taking It on the Road – als Joe
- The Tempest  - als Antonio
- Other People's Money – als Lawrence Garfinkel
- Raft of the Medusa – als Jerry
- Oh Calcutta

- Biblioteca Nacional de España: XX1521685
- Bibliothèque nationale de France: cb14192735t (data)
- Gemeinsame Normdatei: 1189455536
- International Standard Name Identifier: 0000 0000 5937 2053
- Library of Congress Control Number: no94035818
- SNAC: w6bk5fbj
- Système universitaire de documentation: 241739896
- Virtual International Authority File: 44510051
- WorldCat: E39PBJjdjpY8CYHJGf8ydG34v3